# Lijst van uitdrukkingen en gezegden met kleuren
Dit is een lijst van spreekwoorden en zegswijzen met kleuren.

## Kleur algemeen
- Kleur bekennen: voor je mening uitkomen / de waarheid over jezelf vertellen.
- De toekomst ziet er (niet) rooskleurig uit: de toekomst ziet er (niet) goed uit.
- Zeven kleuren stront schijten (Bargoens): doodsbang zijn.
- In geuren en kleuren: zeer uitvoerig en gedetailleerd vertellen

## Blauw
- Een blauwtje lopen: niet slagen bij een liefdesaanzoek.
- Een blauwe maandag: een korte tijd in het verleden.
- Van de blauwe knoop zijn: nooit alcoholische dranken drinken.
- Zich blauw betalen/ergeren: veel, in sterke mate.
- Iemand op zijn blauwe ogen geloven: er zomaar van uitgaan dat iemand de waarheid spreekt.
- Zo blauw als een tientje: erg dronken.
- Blauw bloed hebben: van adel zijn.
- Blauw geld uitgeven: ergens veel geld aan uitgeven.
- Iets blauwblauw laten: doen alsof iets niet gebeurd is.
- Iemand bont en blauw slaan: Iemand in elkaar slaan.
- Blauwkous: een pejoratieve term voor een geleerde vrouw of een feministe.

## Bruin
- Een bruine arm halen: met vleierij in de gunst komen.
- Een donkerbruin vermoeden hebben: iets tamelijk zeker weten.
- Een bruin leven hebben: een goed leven hebben.
- Iets bruin bakken: overdrijven, over de schreef gaan.
- Bruin zien: van een vrolijke kant bekijken.
- De koffie is bruin: de koffie staat klaar (een uitnodiging om een kopje te drinken).
- Het ziet er bruin uit: het is zorgwekkend.
- Een bruine trui breien: zich ontlasten.
- Dat kan Bruin niet trekken: dat is te duur.

## Geel
- Geel van nijd zien: er zeer kwaad uitzien.
- Zich groen en geel ergeren: zeer geïrriteerd zijn.
- Het wordt me groen en geel voor de ogen: ik word er duizelig van.

## Grijs
- Dit is een grijs gebied: de dingen hier zijn niet eenduidig.
- Een grijze muur zien: alles van een slechte kant zien.
- Een grijze muis zijn: onopvallend zijn.
- In een grijs verleden: in lang vervlogen tijden.

## Groen
- Zich groen en geel ergeren: zeer geïrriteerd zijn.
- Het wordt me groen en geel voor de ogen: ik word er duizelig van.
- Nog groen achter de oren zijn: nog heel jong en onervaren zijn.
- Groen zien: jaloers zijn.
- Het gras aan de overkant is altijd groener: bij een ander ziet het er altijd beter uit.
- Groene vingers hebben: goed kunnen tuinieren.
- Zijn koren groen eten: geld uitgeven voor je het verdiend hebt.
- Iemand groen op het lijf vallen: met iemand ruzie zoeken.
- Het groene licht geven: toestemming geven.
- Groen lachen: in een ongemakkelijke situatie toch lachen.

## Paars
- Paars van het latje halen: er alles aan doen.

## Rood
- Rood met groen is boerenfatsoen: bij slechte smaak op gebied van kledij.
- Als een rode kat zijn: alles willen.
- In de rode cijfers staan / Rood staan: een negatief saldo hebben.
- Geen rode duit / cent hebben: zeer arm zijn.
- Over de rooie gaan: buiten zinnen zijn (doorgaans van woede).
- De rode draad van het verhaal: de kern/essentie van het verhaal.

## Roze
- Alles door een roze bril zien: alles heel optimistisch bekijken.
- Op een roze wolk zitten: heel verliefd of optimistisch zijn.

## Wit
- Er is witte rook: de uitslag is bekend.
- De prins op het witte paard: de man van je dromen.
- Een wit voetje halen: in de gunst proberen te komen.
- Een witte raaf: iets hoogst zeldzaams.
- Al te wit is gauw vuil: Vlaams. Te grote vriendschap deugt niet.

## Zwart
- Zwartwerken: werken zonder belastingen te betalen.
- Zwart geld: illegaal verkregen geld.
- Een zwartkijker: een pessimist; iemand die een televisie heeft zonder omroepbijdrage te betalen.
- Zwartrijden: rijden met de bus, trein of tram zonder te betalen.
- De pot verwijt de ketel dat hij zwart ziet: iemand beschuldigen van iets dat men zelf ook doet
- Liegen dat je zwart ziet: een grote leugenaar zijn.
- Iets zwart op wit hebben: een schriftelijk bewijs van iets hebben.
- Op zwart zaad zitten: geldgebrek hebben.
- Iemand de zwarte piet toespelen: iemand de schuld in de schoenen schuiven.
- Het zwarte schaap zijn: degene zijn die van alles de schuld krijgt.
- Het wordt hem zwart voor de ogen: hij ziet niet meer wat hij doet (bij opkomende onmacht).
- Iemand zwartmaken: iemands reputatie beschadigen.
- Het ziet zwart van de mensen: het zijn zo veel mensen dat ze een zwarte massa vormen.
- Op de zwarte lijst staan: niet (meer) vertrouwd worden, verdacht of uitgesloten worden.
- Succes met een zwart randje: Succes met negatieve kanttekening.